# آلیتسه بندووا
آلیتسه بندووا (چکی: Alice Bendová؛ زادهٔ ۱ نوامبر ۱۹۷۳) بازیگر، مدل و مجری است. وی از سال ۱۹۹۷ میلادی تاکنون مشغول فعالیت بوده‌است.
از فیلم‌ها یا برنامه‌های تلویزیونی که وی در آن نقش داشته‌است، می‌توان به داستان یک شوالیه، پیوندهای خانوادگی، عشق دروغ خونین و بفرمایید شام اشاره کرد.